# Ảnh hưởng sức khỏe của trà

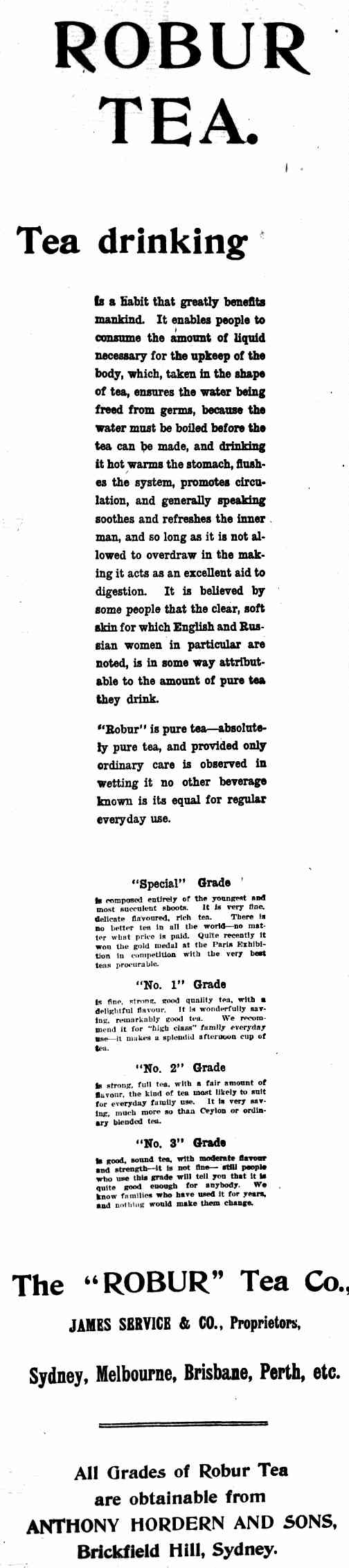
Thông tin về các loại trà khác nhau và ảnh hưởng của nó với con người, Úc, năm 1912.

Theo truyền thuyết, ảnh hưởng sức khỏe của trà đã từng được kiểm tra kể từ lần pha chế đầu tiên của cây trà khoảng 4700 năm trước tại Trung Quốc.
Gần đây, những mối lo ngại đã gia tăng về phương pháp đun sôi trà truyền thống để tạo ra thuốc xắc, có thể làm tăng lượng thuốc trừ sâu và những chất gây ô nhiễm có hại. Trà đen cũng từng được nghiên cứu rộng vì tiềm năng giảm nguy cơ mắc bệnh ở người, nhưng vẫn chưa có nghiên cứu nào kết luận tính đến năm 2015.